# 深瀬智聖
深瀬 智聖（ふかせ ちせい、1986年〈昭和61年〉7月8日 - ）は、日本のタレント、パーソナリティ、司会、レポーターである。女性アイドルグループ「LinQ」一期生。Uniiique所属。

## 略歴
父の生まれ故郷である広島県吉和村（現：廿日市市吉和）で生まれ、高校時代に熊本県に移住。熊本県立高森高等学校卒業。
高校卒業後はバスガイドと美容室の受付嬢をしていたが、地元のイベントに携わるようになったのを機に「表に出るような仕事をしたい」という夢を抱く。友人の薦めでLinQのオーディションに応募し、2011年4月17日、天神・イムズホールにてLinQ第1期生のうちの一人として初お披露目。
2013年2月の上原あさみ卒業後は同グループの最年長メンバーとしてアイドル活動を続け、2016年6月26日、天神ベストホールで行われた『ちせみくからの贈り物～Dear my LinQ～』をもって、同期メンバーの一ノ瀬みくと共にLinQを卒業した。
LinQ卒業後はソロのタレントとしてテレビ・ラジオ出演やイベントMCをこなす等、幅広く活躍中。

## 人物
- 兄、姉[1]、弟がいる[10]。
- 兄の同級生にプロレスラーの宮本裕向がおり、その縁から2013年にDDTプロレス両国国技館大会にゲスト出演している[11]。
- 「レモン」という猫を16歳の頃から飼っていたが、2020年11月7日、「レモンちゃんが天国へいきました」とブログに記載した[12]。
- 2020年5月5日、8歳年上の一般男性と結婚。翌6日KBCラジオPAO～N内で発表[13]。
- 2022年3月17日、KBCラジオPAO～N内で22年度中は産休に入ることを発表。
- 2022年7月5日に、第一子となる女児を出産

### LinQ関連
- オーディションを受けた際、同期メンバーだった大石芽衣[注 4]から「お母さん」と間違えられたという逸話がある[3]。
- 一ノ瀬みくとのコンビは「ちせみく」（CHiSEMiKU）と呼ばれる[9]。グループ卒業時には事務所の社長から“LinQ LEGEND”（LinQ永久欠番）の称号が与えられ[9]、2人でダンス&ボーカルデュオを組みパフォーマンス活動を行っている。
- LinQ在籍中には2012年8月13日の『吉和夏祭り』[14][1]と2014年11月9日の『第36回JAフェスティバルinおおの』[注 5]で2度廿日市市への凱旋を果たしている。
- グループ卒業前の2016年4月に発生した熊本地震の影響で、同月17日に予定されていたZepp Fukuoka公演が5月5日に延期[注 6]となり、「（ライブに向けての）レッスンは気が気じゃなかった」と述懐している[3]。

## 現在の出演番組
- KBCラジオ「PAO〜N」(13:00〜16:00)バウバウの木曜日パーソナリティ(2012年4月 - 2022年3月31日、2022年4月から約1年間産休・育休に入る。2023年4月6日 -）

## 過去の出演

### テレビ
- KAB熊本朝日放送「駅前TVサタブラ」(2012年4月〜2018年3月)
- くまパワ+（プラス）（2018年4月7日 - 2021年3月、熊本朝日放送） - 中継リポーター
- TKUテレビ熊本特番「スマイル住まい〜住まいの最新情報」(2018年3月)
- TKUテレビ熊本特番「Bridal Prologue2018」(2018年1月)
- J:COM TV「福岡人図鑑特別編」(2017年12月)
- KBC九州朝日放送「サワダデース」(2015年11月)
- RKB毎日放送「福岡県庁知らせた課」(2015年4月〜2016年6月)
- J:COM TV「福岡発!ぐるっとJ:com探検隊」(2015年10月〜2016年3月)
- RKB毎日放送「ディスカバLinQ〜マリンメッセへの道〜」(2015年4月〜2015年12月)
- フジテレビ「魁!音楽番付」(2014年3月)
- TNCテレビ西日本「ふくおかにリンク」(2013年4月〜2015年3月)
- J:COM TV「ぐるっとJ:COM探検隊」(2013年4月〜2015年9月）
- KAB熊本朝日放送「くまパワ+」(2018年4月 - 2021年3月)

### ラジオ
- KBCラジオ「夕方じゃんじゃん」キリンビールプレゼンツ「一番搾りで乾杯」(2017年4月〜2017年9月、2018年4月〜2018年9月)
- FM熊本「FMK RADIO BUSTERS サマースペシャル」(2018年7月)
- KBCラジオ「KBC長浜横丁」
  - 居抜き屋もう一頂!!「唄酒場ちせみく」」(2018年4月)
  - 「LBレコード」（金曜日19:00～21:55、2019年11月 - 2022年3月11日）
- KBCラジオ「居酒屋 清子」(2018年3月、2018年10月)
- KBCラジオ「年末年始特番」(2018年1月)
  - 「ごちゃまぜワンワン」
  - 「イヌ年も!アゲアゲDJガンジ2」
- KBCラジオ「LinQ UP!!」(2015年10月〜2016年6月)
- FM福岡「ピザクックプレゼンツ ぐるっとまあるいLinQのわ」(2015年4月〜2016年6月)
- KBCラジオ「VERO2VA(ベロベロバー)」(2015年3月)
- FM福岡「うわさの「」(かぎかっこ)〜the night is still young〜」(2014年4月)
- KBCラジオ「ミュージックライダー」(2013年5月5日～2020年3月29日)
- KBCラジオ「青木裕司のディープナイト」(2017年4月～2020年9月26日)
- KBCラジオ「KBCホークスナイター　オープン戦実況」(スタジオMC、2022年3月18日)

### CM・PR
- 通販王国:インフォマーシャル(2018年4月〜)
- 九州日産グループ WebCM(2018年1月〜)
- 山口県日産グループ TVCM(2017年11月〜2017年12月)
- 嘉麻市ふれあいまつり PR動画(2017年11月)
- JR西日本「2017年度リメンバー九州キャンペーン」熊本県PR(2017年4月〜2018年3月)
- サントリーBOSS インフォマーシャル(2017年3月)
- 福岡県観光推進キャンペーン ブラックエクスプレス屋台黒にわか(2016年1月)
- ピザクック「LinQお届けver」CM(2015年4月〜2015年11月)
- ムーンスター新作シューズモデル CM(2014年1月)
- 熊本県山都町一日警察署長就任(2012年10月)
- 嘉麻市観光文化大使就任(2015年11月〜2016年6月)

### 司会
- ファッションウィーク福岡2018 in 天神地下街 トーク&ファッションショー(2018年3月)
- KBCラジオ・チャリティー・ミュージックソン(2012年〜2017年、毎年12月）
- 嘉麻市ふれあいまつり2017 司会(2017年11月)
- LIFE ON WAVE 2017 KUMAMOTO(2017年11月)
- 第6回ASOたかもりウォーキング大会(2017年10月)
- KBCラジオPAO〜Nゴルフコンペ(2013 年3月、2017年10月)
- 糸島市民まつり(第3回〜第7回:2013年〜2016年毎年8月、2017年10月)
- 火伏地蔵祭(2016年〜2017年、毎年8月)
- 福岡市海の日協賛会海の日ポートフェスタ2017(2016年〜2017年、毎年7月)
- ユニバーサル・ピクチャーズ「ミニオンズ」芦田愛菜舞台挨拶・記者会見(2017年7月)
  - 「ミニオンズ」公開イベント(2017年7月)
- NHK主催　アトリエラヴォファッションショー(2016年10月)
- 平成28年志免町商工まつり(2016年10月)
- 和泉屋presents NBCまつり(2016年7月)
- 第13回ふれ愛・地域フェスタ2015(2015年11月)
- 玄海町花火大会2014(2014年7月)
- ジャパネットたかたCUP(2012年10月、2013年11月)
- JA全農ふくれん「博多あまおう」PRイベント(2013年3月)
- ふくおか共助社会づくりフェスタ(2012年10月)
- KBCラジオ・マキハウスプレゼンツ　「らぶチャンカップ」(2012年9月)
- 前田希美トークショー(2012年9月)
- 吉和夏祭り2012(2012年8月)[14]
- ミスティーンJAPAN　福岡予選(2012年8月)

### イベント
- KAB元気フェスタ(2018年10月)
- JR熊本駅みずほ秋祭り(2018年10月)
- Lyrical school全国ツアーin福岡(2018年9月)
- 熊本県オールドカーフェス(2018年9月)
- CHiSEMiKU主催　Mash UP!!Vol.2(2018年9月)
- 熊本県「火伏せ地蔵祭り」(2018年8月)
- 広島県廿日市市「吉和夏祭り」(2018年8月)
- 朝倉市復興イベント「紡ぎ」(2018年7月)
- CHiSEMiKU主催　Mash UP!!(2018年1月)
- ちせみくBESTワンマンライブ(2017年12月)
- ちせみくバスツアー(2017年12月)
- ちせみくチャレンジゴルフコンペ(2017年3月、6月、12月)
- 藤井隆リリースイベント　ゲスト出演(2017年10月)
- VOODOO DISCO　DJ出演(2017年10月)
- Beat Jack in Fukuoka(2017年8月)
- 「NBCラジオ銀天カラオケのど自慢決勝大会」　ゲスト(2017年7月)
- 沖縄DJイベント「ARAKEMO」DJ(2017年7月)
- キリンビール　福岡ICHIBANのぼせ祭り2017
- サ上と中江「ワンマンライブ支配からの卒業」ゲスト(2016年12月)
- こうひげフェス2017(2016年12月)
- ちせみく感謝祭(2016年12月)
- 初恋ラップ選手権in水俣(2016年11月)
- 熊本復興支援フェス「芽吹」(2016年11月)
- JA熊本復興祭出演(2016年11月)
- Luciano festa(DJイベント)　MC(2016年10月)
- deep chisei house in TOKYO 〜Hands up! KUMAMOTO!!〜(2016年10月)
- 黒島夏祭2016(2016年8月)
- アイドルパークTOKYO〜Girls & Music Theater〜Vol.1(2016年4月)
- 福岡アジアコレクション2016 SPRING ? SUMMER(2016年3月)
- RANGER SHOW 続・20周年祭(2015年10月)
- 熊本蔚山友情コンサートin熊本城(2015年10月)

### コントライブ（初恋村）
- 初恋たろうとコントばしてくられすとin熊本(2025年3月23日)

### コラボ
- 餓鬼レンジャー×LinQ(熊本女子戦隊)
- サ上と中江×深瀬智聖「マイホームタウン大阪〜熊本〜横浜」
- KBCラジオ開局60周年・PAO〜N誕生30周年記念企画アイドル×アナウンサーユニット「pan-Q」結成(2013年10月〜)

### 雑誌
- シティ情報ふくおか
- TOPYELL
- 福岡Walker